# 20 groszy 1938
20 groszy 1938 – próbna moneta okresu złotowego II Rzeczypospolitej, wybita z nowym wzorem awersu Józefa Aumillera, będąca efektem poufnych przygotowań Mennicy Państwowej do realizacji nakazu przeprowadzenia specjalnej emisji monet, w celu zabezpieczenia obiegu pieniężnego, w związku ze spodziewanym wycofywaniem przez ludność monet srebrnych i niklowych, w przypadku nadchodzącej wojny.
Stalową niklowaną monetę tego wzoru, razem z analogiczną 50-groszówką, formalnie wprowadzono do obiegu dekretem Prezydenta RP z 26 sierpnia 1939 r. (wzór potwierdzony rozporządzeniem Ministra Skarbu z tego samego dnia), jednak nominał 20-groszowy w rzeczywistości nigdy w obrocie się nie znalazł, gdyż Bank Polski posiadał jedynie w swoich zapasach wybite w latach 1938–1939 stalowe 50-groszówki.
Istnieje 20-groszowa moneta próbna technologiczna z 1938 r. ze starym wzorem orła (awersem Wojciecha Jastrzębowskiego).
Połowa nakładu 20 groszy 1938 ma na rewersie umieszczony wypukły napis PRÓBA.

## Rys historyczny
Pod koniec drugiego dziesięciolecia XXI w. wśród monet II Rzeczypospolitej znane są:
- dziesięcio-,
- dwudziesto- i
- pięćdziesięciogroszówki

z datą roczną 1938 – efekt przygotowań do zbliżającej się wojny. Dla wszystkich trzech groszowych nominałów niklowych opracowano projekty bite w brązie, w przypadku 50-groszówki również w żelazie i aluminium, będące powieleniem obiegowych wzorów Wojciecha Jastrzębowskiego, różniące się jedynie datą na awersie – 1938 zamiast 1923 oraz obecnością znaku mennicy.
Cały proces prac nad nowymi monetami nie sprowadził się jedynie do zmiany daty. W 1927 r. wprowadzono nowy wzór godła państwa opracowany przez Zygmunta Kamińskiego (Dz.U. z 1927 r. nr 115, poz. 980). W związku z tym został przygotowany przez Józefa Aumillera nowy projekt awersu z aktualnym godłem i umieszczoną datą roczną 1938. W ten sposób powstały wzory próbnych 20- i 50-groszówek – z nowym awersem i starym rewersem, z których tylko nominał 50 groszy wybito ostatecznie w ilościach obiegowych. W przypadku 50-groszówki powstał również w medalierni mennicy nowy, bardzo uproszczony wzór rewersu, co ostatecznie zakończyło się jedynie na próbnej 50-groszówce.
Z monet ze starym orłem (awersem Wojciecha Jastrzębowskiego) w drugim dziesięcioleciu XXI w. tylko 10-groszówka zaliczana jest do prób kolekcjonerskich, gdyż została wybita w znanym nakładzie – 100 sztuk. 20- i 50-groszówki ze starym orłem zalicza się do prób technologicznych, ponieważ ich nakłady są nieznane. Monety te rzadko pojawiają się w obrocie kolekcjonerskim i to pomimo faktu, że np. większy nominał bito nie tylko w brązie ale również w aluminium oraz żelazie, na krążkach zarówno o obiegowej jak i powiększonej średnicy.
Co do zasady obiegowe monety „wojenne” miały być bite w poniklowanym żelazie. W konsekwencji próby kolekcjonerskie 20- i 50-groszówek z awersem Józefa Aumillera (nowym orłem) i rewersami Wojciecha Jastrzębowskiego wybite są na takich krążkach.

## Awers
Na tej stronie pośrodku umieszczono godło – orła w koronie o wzorze zgodnym z ustawą z 27 grudnia 1927, dookoła w otoku napis: „RZECZPOSPOLITA POLSKA”, pod orłem rok: „♦ 1938 ♦”, pod łapą orła z prawej strony herb Kościesza – znak mennicy w Warszawie.
Rysunek awersu jest identyczny jak na monetach 50 groszy 1938.

## Rewers
Na tej stronie umieszczono duże cyfry nominału „20”, poniżej napis: „GROSZY”, a pod nim w połowie nakładu wygięty w lekkim łuku wypukły napis „PRÓBA”, całość otoczona ozdobnym wieńcem dębowym.
Rysunek rewersu jest identyczny jak na monecie 20 groszy 1923.

## Opis
Monetę wybito na krążkach stalowych niklowanych, o średnicy 20 mm, z rantem gładkim, w nakładzie:
- 100 sztuk z wypukłym napisem PRÓBA, masa 2,6–3,5 grama – moneta notowana w obrocie aukcyjnym, egzemplarz znajduje się w kolekcji Muzeum Narodowego w Warszawie,
- 100 sztuk bez napisu PRÓBA, jak moneta przeznaczona do obiegu, masa 3,5 grama – nienotowana w obrocie aukcyjnym.